# Gnophomyia pallidapex
Gnophomyia pallidapex är en tvåvingeart som beskrevs av Alexander 1929. Gnophomyia pallidapex ingår i släktet Gnophomyia och familjen småharkrankar. Inga underarter finns listade i Catalogue of Life.